# Stadtkanton Wernigerode
Der Stadtkanton Wernigerode war eine Verwaltungseinheit des Königreich Westphalen, die 3.697 Einwohner hatte.

## Umfang
Zum Stadtkanton Wernigerode gehörten:
- von 1807 bis 1813 die Stadt Wernigerode[2] mit dem gräflichen Vorwerk und seiner Schäferei,
- die vier gräflichen Mühlen vor der Stadt und die übrigen Mühlen am rechten Ufer der Holtemme von der Schlackenmühle bis zur Schwaneckschen Ölmühle, diese einbegriffen,
- die Teichmühle,
- der Schützenkrug,
- des Töpfer Gerlachs Haus,
- der Brüningsche Hof,
- das Georgihospital
- die Waldhofsverwalterwohnung,
- die Stiegewasserschäferei,
- die Gartenhäuser zwischen dem Johannis- und Sylvestritor und das beim Schützenkrug,
- die Stadtwaldungen
- die Privathölzer über dem Benzingeröder Fußsteig, Wolfsholz usw.
- ferner alle zur Stadtfeldmark Wernigerode gehörigen Äcker, Wiesen, Gärten, Teiche, Anger mit Ausnahme dessen, was zum Vorwerk Charlottenlust und zu den Dörfern Minsleben und Reddeber gehört.